# Campeonato Descentralizado 2001
El Campeonato Descentralizado de Fútbol Profesional del Perú se llevó a cabo entre los meses de febrero y diciembre de 2001. Participaron doce equipos, de los cuales Alianza Lima y Cienciano se coronaron campeón y subcampeón nacional, respectivamente.
En cuanto al descenso, el Unión Minas fue el único equipo que perdió la categoría, ya que el Deportivo Wanka ganó su partido de promoción contra el Alcides Vigo, campeón de la Segunda División.

## Ascensos y descensos
Hubo 1 Descenso en la Temporada 2000 y 1 Ascenso (1 Campeón de Copa Perú) en esta Temporada.
Por lo que se Mantienen los mismos 12 equipos para este 2001.
| Posición                    | Descendidos a la Segunda División 2001                               |
| --------------------------- | -------------------------------------------------------------------- |
| 11° 1D 2000 Ganad. Revalid. | Deportivo UPAO (Ganador de Partido de Revalidación 2000) Se Mantiene |
| 12° 1D 2000                 | Deportivo Municipal (Segunda División 2001) (D)                      |

| Posición         | Ascendidos de la Copa Perú 2000                         |
| ---------------- | ------------------------------------------------------- |
| 1º Final CP 2000 | Estudiantes de Medicina (Copa Perú 2000 Final) Asciende |

- Antes de Iniciar la temporada del Torneo Descentralizado 2001, El Deportivo UPAO Se Cambió de Nombre a Club Sport Coopsol Trujillo.

## Torneo Apertura
El Torneo Apertura fue el primer torneo de la temporada 2001 del Campeonato Descentralizado de fútbol profesional. Se inició el sábado 17 de febrero y finalizó el domingo 1 de julio. Se jugó en la modalidad "todos contra todos" en dos ruedas, resultando campeón Alianza Lima, equipo que venció a Sporting Cristal en un partido extra, dado que igualaron en puntos al término de la última fecha. Con esto, el equipo blanquiazul obtuvo un cupo para la Copa Libertadores del siguiente año.
| Pos. | Equipo                  | Pts. | PJ | PG | PE | PP | GF | GC | DG  |
| ---- | ----------------------- | ---- | -- | -- | -- | -- | -- | -- | --- |
| 1    | Sporting Cristal        | 46   | 22 | 13 | 7  | 2  | 46 | 18 | +28 |
| 2    | Alianza Lima            | 46   | 22 | 13 | 7  | 2  | 42 | 19 | +23 |
| 3    | FBC Melgar              | 35   | 22 | 10 | 5  | 7  | 45 | 30 | +15 |
| 4    | Cienciano               | 35   | 22 | 11 | 2  | 9  | 43 | 28 | +15 |
| 5    | Sport Boys              | 31   | 22 | 9  | 4  | 9  | 36 | 40 | -4  |
| 6    | Juan Aurich             | 31   | 22 | 9  | 4  | 9  | 34 | 39 | -5  |
| 7    | Alianza Atlético        | 30   | 22 | 9  | 3  | 10 | 24 | 39 | -15 |
| 8    | Universitario           | 29   | 22 | 8  | 5  | 9  | 29 | 30 | -1  |
| 9    | Coopsol Trujillo        | 25   | 22 | 7  | 4  | 11 | 38 | 48 | -10 |
| 10   | Unión Minas             | 23   | 22 | 7  | 2  | 13 | 30 | 39 | -9  |
| 11   | Estudiantes de Medicina | 20   | 22 | 5  | 5  | 12 | 25 | 53 | -28 |
| 12   | Deportivo Wanka         | 18   | 22 | 4  | 6  | 12 | 27 | 36 | -9  |

- Antes de Iniciar la temporada del Torneo Descentralizado 2001, El Deportivo UPAO Se Cambió de Nombre a Club Sport Coopsol Trujillo.

### Resultados
| Local \ Visitante       | AAS | ALI | CIE | WAN | EST | MEL | JA  | SBA | COO | CRI | MIN | UNI |
| ----------------------- | --- | --- | --- | --- | --- | --- | --- | --- | --- | --- | --- | --- |
| Alianza Atlético        |     | 2–2 | 2–0 | 3–1 | 1–0 | 2–1 | 2–1 | 1–0 | 2–1 | 1–1 | 2–1 | 0–1 |
| Alianza Lima            | 4–0 |     | 3–1 | 4–0 | 3–0 | 1–0 | 3–0 | 3–1 | 1–0 | 1–1 | 2–0 | 1–0 |
| Cienciano               | 2–0 | 1–0 |     | 4–2 | 4–1 | 1–2 | 5–2 | 6–0 | 5–0 | 1–1 | 3–0 | 0–0 |
| Deportivo Wanka         | 4–1 | 1–1 | 1–2 |     | 0–1 | 1–1 | 1–1 | 4–0 | 2–1 | 1–1 | 1–3 | 2–0 |
| Estudiantes de Medicina | 0–2 | 1–1 | 2–0 | 0–0 |     | 2–2 | 1–2 | 1–1 | 3–2 | 0–0 | 2–3 | 2–1 |
| Melgar                  | 6–0 | 1–1 | 1–0 | 1–0 | 6–0 |     | 1–2 | 2–1 | 5–1 | 0–3 | 4–2 | 2–0 |
| Juan Aurich             | 1–1 | 2–3 | 1–3 | 2–1 | 3–1 | 3–2 |     | 3–1 | 2–1 | 0–2 | 4–2 | 1–1 |
| Sport Boys              | 2–1 | 3–0 | 3–2 | 1–1 | 3–0 | 3–1 | 3–0 |     | 3–2 | 0–0 | 3–2 | 5–2 |
| Coopsol Trujillo        | 3–1 | 1–1 | 2–1 | 3–2 | 7–3 | 4–2 | 3–2 | 1–1 |     | 1–4 | 2–1 | 2–2 |
| Sporting Cristal        | 5–0 | 1–2 | 2–1 | 2–1 | 7–2 | 2–2 | 1–0 | 2–0 | 4–1 |     | 3–1 | 1–2 |
| Unión Minas             | 1–0 | 1–3 | 0–1 | 2–1 | 4–1 | 1–1 | 0–0 | 3–0 | 1–0 | 0–1 |     | 1–3 |
| Universitario           | 2–0 | 2–2 | 3–0 | 2–0 | 1–2 | 0–2 | 1–2 | 3–2 | 0–0 | 1–2 | 2–1 |     |

### Definición del título
| 1 de julio del 2001, 15:50 | Alianza Lima                             | 2:1 (1:0) | Sporting Cristal | Estadio Nacional, Lima                                           |                                                                  |
|                            | Henry Quinteros 35' · Roberto Holsen 68' |           | Jean Ferrari 58' | Asistencia: 38.966 espectadores Árbitro(s): Eduardo Lecca (Perú) | Asistencia: 38.966 espectadores Árbitro(s): Eduardo Lecca (Perú) |

|                                      |
| Campeón Torneo Apertura Alianza Lima |

## Torneo Clausura
El Torneo Clausura fue el segundo torneo de la temporada 2001. Se jugó de la misma forma que el Torneo Apertura. Tuvo su inició el sábado 28 de julio y finalizó el miércoles 19 de diciembre con el play-off que disputaron Cienciano y Estudiantes de Medicina, equipos que terminaron igualados en el primer lugar al término de la última fecha. El encuentro lo ganó el conjunto cusqueño, que de esta forma obtuvo un cupo para la Copa Libertadores 2002 y el derecho a enfrentar al campeón del Apertura por el Título Nacional.
| Pos. | Equipo                  | Pts. | PJ | PG | PE | PP | GF | GC | DG  |
| ---- | ----------------------- | ---- | -- | -- | -- | -- | -- | -- | --- |
| 1    | Cienciano               | 45   | 22 | 14 | 3  | 5  | 39 | 30 | +9  |
| 2    | Estudiantes de Medicina | 45   | 22 | 14 | 3  | 5  | 35 | 26 | +9  |
| 3    | Sporting Cristal        | 44   | 22 | 14 | 2  | 6  | 44 | 25 | +19 |
| 4    | Alianza Atlético        | 36   | 22 | 11 | 3  | 8  | 25 | 24 | +1  |
| 5    | Sport Boys              | 32   | 22 | 9  | 5  | 8  | 29 | 31 | -2  |
| 6    | Universitario           | 31   | 22 | 8  | 7  | 7  | 29 | 24 | +5  |
| 7    | Deportivo Wanka         | 28   | 22 | 8  | 4  | 10 | 22 | 27 | -5  |
| 8    | FBC Melgar              | 26   | 22 | 8  | 2  | 12 | 30 | 31 | -1  |
| 9    | Coopsol Trujillo        | 25   | 22 | 6  | 7  | 9  | 35 | 35 | 0   |
| 10   | Alianza Lima            | 21   | 22 | 4  | 9  | 9  | 25 | 28 | -3  |
| 11   | Unión Minas             | 20   | 22 | 5  | 5  | 12 | 27 | 42 | -15 |
| 12   | Juan Aurich             | 15   | 22 | 3  | 6  | 11 | 22 | 39 | -17 |

### Resultados
| Local \ Visitante       | AAS | ALI | CIE | WAN | EST | MEL | JA  | SBA | COO | CRI | MIN | UNI |
| ----------------------- | --- | --- | --- | --- | --- | --- | --- | --- | --- | --- | --- | --- |
| Alianza Atlético        |     | 2–1 | 2–0 | 1–0 | 0–1 | 2–1 | 3–1 | 3–1 | 0–0 | 2–1 | 3–2 | 0–0 |
| Alianza Lima            | 1–2 |     | 0–0 | 2–1 | 1–2 | 0–1 | 3–0 | 2–0 | 2–2 | 0–0 | 1–0 | 1–1 |
| Cienciano               | 2–0 | 4–2 |     | 2–1 | 4–1 | 1–0 | 2–0 | 2–0 | 4–2 | 4–1 | 2–1 | 1–0 |
| Deportivo Wanka         | 1–0 | 0–0 | 2–3 |     | 0–2 | 1–0 | 3–0 | 2–1 | 1–4 | 1–0 | 1–0 | 2–0 |
| Estudiantes de Medicina | 2–0 | 2–2 | 2–1 | 0–2 |     | 1–2 | 1–0 | 2–1 | 1–0 | 1–2 | 2–1 | 1–0 |
| Melgar                  | 1–0 | 4–4 | 1–2 | 4–1 | 0–1 |     | 2–0 | 1–2 | 1–2 | 0–3 | 1–2 | 2–0 |
| Juan Aurich             | 2–3 | 2–1 | 1–1 | 0–0 | 2–3 | 0–1 |     | 0–1 | 1–1 | 0–1 | 4–2 | 1–1 |
| Sport Boys              | 2–0 | 1–1 | 2–2 | 4–1 | 2–1 | 1–0 | 0–2 |     | 2–1 | 1–0 | 1–1 | 2–2 |
| Coopsol Trujillo        | 0–1 | 0–0 | 4–0 | 0–0 | 3–4 | 1–4 | 2–2 | 1–2 |     | 3–1 | 5–2 | 2–2 |
| Sporting Cristal        | 3–0 | 1–0 | 4–0 | 1–0 | 1–1 | 4–3 | 1–0 | 4–2 | 1–2 |     | 8–3 | 1–0 |
| Unión Minas             | 1–1 | 1–0 | 0–1 | 1–1 | 1–3 | 1–1 | 2–2 | 2–0 | 2–0 | 1–3 |     | 1–0 |
| Universitario           | 1–0 | 2–1 | 4–1 | 2–1 | 1–1 | 2–0 | 5–2 | 1–1 | 2–0 | 1–3 | 2–0 |     |

### Definición del título
| 20 de diciembre del 2001, 20:00 | Cienciano          | 1:0 (1:0) | Estudiantes de Medicina | Estadio de la UNSA, Arequipa   |                                |
|                                 | Ernesto Zapata 18' |           |                         | Árbitro(s): Ángel Ziani (Perú) | Árbitro(s): Ángel Ziani (Perú) |

|                                   |
| Campeón Torneo Clausura Cienciano |

## Tabla acumulada
| Posición | Equipo                  | PJ | PG | PE | PP | GF | GC | PTOS |
| -------- | ----------------------- | -- | -- | -- | -- | -- | -- | ---- |
| 1        | Sporting Cristal        | 44 | 27 | 9  | 8  | 90 | 43 | 90   |
| 2        | Cienciano               | 44 | 25 | 5  | 14 | 82 | 58 | 80   |
| 3        | Alianza Lima            | 44 | 17 | 16 | 11 | 67 | 47 | 67   |
| 4        | Alianza Atlético        | 44 | 20 | 6  | 18 | 49 | 63 | 66   |
| 5        | Estudiantes de Medicina | 44 | 19 | 8  | 17 | 60 | 79 | 65   |
| 6        | Sport Boys              | 44 | 18 | 9  | 17 | 65 | 71 | 63   |
| 7        | FBC Melgar              | 44 | 18 | 7  | 19 | 75 | 61 | 61   |
| 8        | Universitario           | 44 | 16 | 12 | 16 | 58 | 54 | 60   |
| 9        | Coopsol Trujillo        | 44 | 13 | 11 | 20 | 73 | 83 | 50   |
| 10       | Deportivo Wanka         | 44 | 12 | 10 | 22 | 49 | 63 | 46   |
| 11       | Juan Aurich             | 44 | 12 | 10 | 22 | 56 | 78 | 46   |
| 12       | Unión Minas             | 44 | 12 | 7  | 25 | 57 | 81 | 43   |

|  | Copa Libertadores 2002 |
|  | Promoción              |
|  | Copa Perú 2002         |

## Final nacional
| 22 de diciembre del 2001, 15:30 | Alianza Lima                                                     | 3:2 (1:2) | Cienciano                                  | Estadio Alejandro Villanueva, Lima                               |                                                                  |
|                                 | Waldir Sáenz 20' · Gilberto Flores 57' (ag) · Roberto Farfán 90' |           | Carlos Cumapa 29' · Ernesto Zapata 35' (p) | Asistencia: 35.000 espectadores Árbitro(s): Eduardo Lecca (Perú) | Asistencia: 35.000 espectadores Árbitro(s): Eduardo Lecca (Perú) |

| 26 de diciembre del 2001, 15:30 | Cienciano                                                      | 1:0 (0:0) (2:4 p.)         | Alianza Lima                                                                | Estadio Garcilaso, Cuzco                                            |                                                                     |
|                                 | Ramón Rodríguez 82'                                            |                            |                                                                             | Asistencia: 22.000 espectadores Árbitro(s): Gilberto Hidalgo (Perú) | Asistencia: 22.000 espectadores Árbitro(s): Gilberto Hidalgo (Perú) |
|                                 |                                                                | Tiros desde el punto penal |                                                                             |                                                                     |                                                                     |
|                                 | Luis Molina · Martín García · Cristian García · Ernesto Zapata |                            | José Soto · Henry Quinteros · Roger Serrano · Roberto Holsen · Waldir Sáenz |                                                                     |                                                                     |

|                                           |
|                                           |
| Campeón Nacional Alianza Lima 19.º título |
|                                           |

## Partidos extras

### Copa Libertadores
Aparte de los cupos que obtuvieron los campeones de cada torneo para la Copa Libertadores 2002, se entregó un tercer cupo. Dicha plaza la disputaron los subcampeones de cada torneo: Sporting Cristal (Apertura) y Estudiantes de Medicina (Clausura).
| 23 de diciembre del 2001 | Estudiantes de Medicina | 4:3 (2:0) | Sporting Cristal                      | Estadio Nacional, Lima                                             |                                                                    |
|                          | Carty 12' 30' 54' 82'   | Reporte   | Luis Bonnet 86' 87' · David Soria 93' | Asistencia: 2.511 espectadores Árbitro(s): Gilberto Hidalgo (Perú) | Asistencia: 2.511 espectadores Árbitro(s): Gilberto Hidalgo (Perú) |

| 26 de diciembre del 2001 | Sporting Cristal                              | 3:0 (3:0) | Estudiantes de Medicina | Estadio Nacional, Lima                                          |                                                                 |
|                          | David Soria 2' · Jorge Soto 14' · Julinho 43' | Reporte   |                         | Asistencia: 7.346 espectadores Árbitro(s): Eduardo Lecca (Perú) | Asistencia: 7.346 espectadores Árbitro(s): Eduardo Lecca (Perú) |

### Penúltimo puesto
El equipo que finalizara en la penúltima posición de la tabla acumulada debía disputar la promoción. Como dos equipos acabaron igualados en dicha posición, se tuvo que recurrir a un partido de desempate en el cual el ganador aseguraba su permanencia en la División y el perdedor quedaba relegado al penúltimo puesto.
| 22 de diciembre del 2001 | Juan Aurich                             | 2:1 (1:1, 1:1) | Deportivo Wanka     | Estadio Nacional, Lima |  |
|                          | Nilson Álvarez 35' · Adrián Torres 109' |                | Roberto Dolorier 9' |                        |  |

### Promoción
Partido único que enfrentaba al equipo que ocupó el penúltimo lugar de la Primera División frente al campeón de la Segunda División.
El ganador jugaría en Primera al siguiente año y el perdedor en Segunda.
| 29 de diciembre del 2001, 15:00 | Deportivo Wanka   | 1:0 (0:0, 0:0) | Alcides Vigo | Estadio Alejandro Villanueva, Lima |                                |
|                                 | Jorge Ramírez 97' |                |              | Árbitro(s): Ángel Ziani (Perú)     | Árbitro(s): Ángel Ziani (Perú) |

## Goleadores
| Jugador    | Jugador             | Goles | Equipo(s)                |
| ---------- | ------------------- | ----- | ------------------------ |
| Peruano    | Jorge Ramírez       | 21    | Deportivo Wanka          |
| Peruano    | Paul Cominges       | 20    | Estudiantes de Medicina  |
| Argentino  | Luis Alberto Bonnet | 18    | Sporting Cristal         |
| Peruano    | Jorge Soto          | 18    | Sporting Cristal         |
| Peruano    | Johan Fano          | 17    | Unión Minas / Sport Boys |
| Uruguayo   | Ernesto Zapata      | 16    | Coopsol / Cienciano      |
| Peruano    | Pedro Ascoy         | 16    | Juan Aurich              |
| Colombiano | Rodrigo Saraz       | 15    | Coopsol Trujillo         |
| Brasileño  | Julinho             | 14    | Sporting Cristal         |
| Argentino  | Sergio Ibarra       | 14    | Universitario            |
| Uruguayo   | Rómulo Fernández    | 14    | Sport Boys               |
| Uruguayo   | Mauricio Martínez   | 14    | Cienciano                |
| Argentino  | Oscar Dertycia      | 13    | Coopsol Trujillo         |
| Peruano    | Waldir Sáenz        | 12    | Alianza Lima             |
| Colombiano | Carlos Castillo     | 12    | FBC Melgar               |
| Peruano    | Germán Carty        | 11    | Estudiantes de Medicina  |
| Peruano    | Carlos Zegarra      | 11    | Alianza Atlético         |
| Argentino  | Gustavo Tempone     | 10    | Sport Boys               |
| Brasileño  | Palhinha            | 10    | Alianza Lima             |
| Argentino  | Gastón Córdoba      | 10    | Sporting Cristal         |
| Brasileño  | Eduardo Esidio      | 10    | Alianza Lima             |